# Rožaje (município)
Rožaje é um município de Montenegro. Sua capital é a vila de Rožaje.
Rožaje faz divisa a oeste com o município de Berane e a norte, sul e leste com a Sérvia.

## Principais localidades
- Rožaje - Capital
- Ibarac
- Kalacha
- Pauchina
- Bac
- Vucha
- Besnik
- Radetina

## Demografia
De acordo com o censo de 2003 a população do município era composta de:
- Bósnios (81.68%)
- Muçulmanos por nacionalidade (6.06%)
- Albaneses (4.32%)
- Sérvios (3.32%)
- Montenegrinos (1.64%)
- Croatas (0,03%)
- outros (1,52%)
- não declarados (1,42%)

## Geografia
O município está localizado em uma região montanhosa. Principais montanhas: Hajla (2.403 m), Mokra Gora (2.154 m), Zljeb (2.381 m), Krstac e Turjak.
O Ibar é o principal rio do município. Ele nasce no interior do município, corta as cidades de Ibarac, Rožaje, Radetina e Bac e, em seguida, adentra a Sérvia.